# Stahlfeldwagen (Hf. 7)
Die Stahlfeldwagen (Hf. 7) war ein zweispänniges oder per Kraftfahrzeug gezogenes, selten vierspänniges Pferdefuhrwerk für die Wehrmacht wurde bis zum Ende des Zweiten Weltkriegs eingesetzt.

## Entwicklung
Zum Beginn der 1930er Jahre stieg das militärische Interesse an Ganzstahlwagen, welche bis dahin hauptsächlich in der Land- und Transportwirtschaft zum Einsatz kamen. Hierbei stachen die Vorteile bei der Ladefähigkeit, der Fahrbarkeit, der Schwerpunktlage und der Handhabung besonders heraus. Zusätzlich kam noch die Einsparung der Zugkraft hinzu. Statt vierspännig konnten diese Wagen nun zweispännig gezogen werden, was die Zahl der genutzten Tiere verminderte und die Marschkolonnen deutlich verkürzten. Da immer mehr mit Luft gefüllte Gummireifen genutzt werden konnten, bot dies die Möglichkeit, diesen Wagen als Anhänger hinter einer Zugmaschine nutzen zu können. Jedoch sprach gegen die Beschaffung der genutzte Baustoff Stahl, da dieser zu den sogenannten Sparmetallen gehörte.
Da jedoch die positiven Eigenschaften deutlich überwogen, wurde mit der Entwicklung, Erprobung und Beschaffung des Stahlfeldwagen begonnen. In den Jahren 1935 und 1936 wurde das Projekt erfolgreich abgeschlossen und die ersten Herstellungsaufträge wurden an verschiedene Firmen ausgegeben. Am 20. Februar 1937 wurde dann der Gefechtswagen für die Infanterie als zweispänniger großer Gefechtswagen (Hf. 7) in die Wehrmacht eingeführt. Im Laufe der Zeit zeigten sich jedoch einige Schwachstellen und es mussten kleinere Änderungen am Wagen vorgenommen werden.

## Produktion
Die Produktionskosten eines Stahlfeldwagen waren mit 3150 Reichsmark sehr teuer und aufwendig.
| Firma                               | Ort             |
| ----------------------------------- | --------------- |
| Fahrzeugbau Dittmann GmbH           | Berlin-Wittenau |
| Maschinenfabrik Gebrüder Welger     | Wolfenbüttel    |
| Triebwagen- und Waggonfabrik Wismar | Wismar          |

## Technische Daten
Der Stahlfeldwagen (Hf. 7) war ein aus Stahl gefertigter, überwiegend geschweißter, zweiachsiger Wagen mit Protznagelsystem. Er bestand aus einem Vorderwagen- und Hinterwagengestell mit einem Wagenkasten. Alle drei Hauptteile wurden durch das Protznagelsystem zusammen gehalten.
Das Vordergestell bestand aus einer Achse mit Federung und Rädern, dem Deichselträger mit Protznagel, einer Stahldeichsel, Hinterbracken mit Ortscheiten und einem Lenkkranz. Die Achse selber war eine Kurbelschwingachse. Die Räder waren, wie auch bei der Hinterachse, luftgummibereifte Stahlscheibenräder. Der Deichselträger bestand aus Stahlblech. Das Hinterwagengestell entsprach weitestgehend dem Vorderwagengestell. Allerdings war die Achse starr und konnte nicht gedreht werden. Die Bremse des Stahlfeldwagens war eine Innenbackenbremse, welche mit einem Bremshebel vom Bockkasten aus betätigt wurde.
Der Wagenkasten hatte ein Laderaumvolumen von 2,5 Kubikmeter und bestand aus dem oberen Bockkasten, Seitenkästen und dem Kasten für die Ladung. Dieser konnte mit zwei Türen verschlossen werden. Im oberen Bockkasten gab es Stauraum für Werkzeug, Vorratssachen und der Einheitslaterne. Unter dem Bockkasten wurde ein Reserverad mitgeführt. Der Platz für den Fahrer und einen Begleiter bestand aus einem Sitzblech, einer Rückwand und zwei Seitenblechen mit Lehnbügeln. Zur Befestigung einer Plane gegen die Witterung gab es fünf Spriegel. Zusätzlich gab es an beiden Seiten des Wagenkastens weiteren Laderaum in Form von kleinen Kästen. Diese waren durch kleinen Trennwände unterteilt und konnten mittels Klappen verschlossen werden.
Sollte der Stahlfeldwagen als Anhänger hinter einem motorisierten Fahrzeug gehängt werden, musste die Deichsel abgebaut und eine Zuggabel angebaut werden. Während der Fahrt musste immer ein Bremsbediener auf dem Bockkasten verbleiben. Über eine Notleine hielten diese und der Kraftfahrer des Fahrzeuges eine Verbindung.

## Ausführungen des Hf. 7
Vom Stahlfeldwagen (Hf. 7) gab es verschiedenste Ausführungen und Einsatzvarianten. Folgende Verwendungsformen und Abarten sind bekannt:
| Bezeichnung                          | Verwendung bei        | Preis           | Bemerkungen | Foto      |
| Grundform                            | Grundform             | Grundform       | Grundform | Grundform |
| ------------------------------------ | --------------------- | --------------- | --- | --------- |
| Stahlfeldwagen (Hf. 7)               | alle Waffen           | 3150 Reichsmark | |           |
| Munitionswagen (Hf. 7)               | alle Waffen           |                 | |           |
| Sanitätsgerätwagen (Hf. 7)           | alle Waffen           |                 | |           |
| Gepäckwagen (Hf. 7)                  | alle Waffen           |                 | |           |
| Vorratswagen (Hf. 7)                 | alle Waffen           |                 | |           |
| Abarten                              |                       |                 | |           |
| Großer Gefechtswagen (Hf. 7/11)      | alle Waffen           | 3150 Reichsmark | Entspricht dem Stahlfeldwagen (Hf. 7), jedoch mit Lagern und Halterungen in den Seitenkästen. Im Seitenkasten vorne rechts wurde ein leichter Granatwerfer 36 mit fünf Munitionskästen mit jeweils zehn Wurfgranaten mitgeführt. Im hinteren Teil wurden zwei leichte Maschinengewehre 34 und vier Patronentrommeln mit insgesamt 3200 Patronen mitgeführt. |           |
| Großer Fahnenschmiedwagen (Hf. 7/13) | Artillerie Kavallerie |                 | Entspricht dem Stahlfeldwagen (Hf. 7), jedoch ohne zweiteilige Gepäckgitter. Enthält besondere Einrichtungen entsprechend der Nutzung als Fahnenschmiedwagen. |           |
| Waffenmeisterwagen (Hf. 7/14)        | alle Waffen           | 3500 Reichsmark | Entspricht dem Stahlfeldwagen (Hf. 7), jedoch ohne zweiteilige Gepäckgitter. Enthält besondere Einrichtungen entsprechend der Nutzung als Waffenmeisterwagen. |           |

### Einsatz

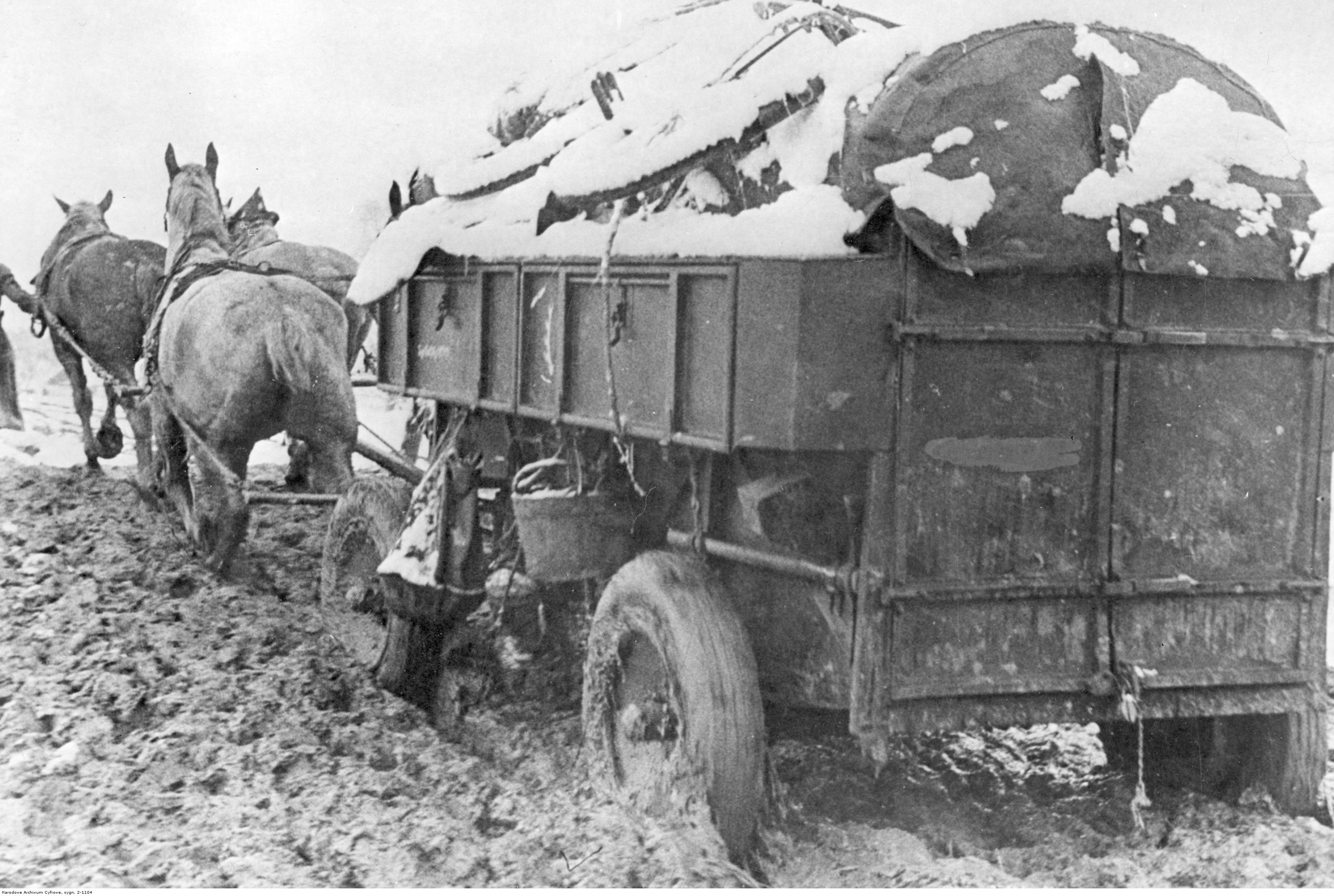
Ein Stahlfeldwagen (hf. 7) im russischen Winter und Schlamm

Hauptsächlich eingesetzt wurde der Stahlfeldwagen (Hf. 7) als Transportwagen. Hierbei wurde Munition, Sanitätsgerät, Gepäck, Vorratssachen, Fahnenschmied- und Waffenmeistergerät transportiert. Als großer Gefechtswagen (Hf. 7/11) diente der Wagen bei den Infanteriekompanien zum Transport von leichten Maschinengewehren und Granatwerfern. Auch wurde dort die Munition der Waffen und das Gepäck der Unteroffiziere gemäß bestehenden Beladeplänen transportiert. Eine Nutzung als Verpflegungs- oder Wirtschaftswagen oder anderen Zwecken war ausdrücklich verboten. Gemäß dem Kriegsstärkenachweis (KStN) Nr. 131 a vom 1. Oktober 1937 verfügte der Gefechtstross einer Schützenkompanie a über drei zweispännig gefahrene große Gefechtswagen (Hf. 7/11). Bei Infanteriegeschützkompanien oder Stäben von Grenadierbataillonen gehörte ein großer Fahnenschmiedwagen (Hf. 7/13) zum Gefechtstross.
Aus Erfahrungsberichten aus dem Feldzug gegen Polen von 1939 lässt sich entnehmen, dass sich der Stahlfeldwagen gut bewährt hat. Allerdings mussten die Fahnenschmiedwagen und Waffenmeisterwagen vierspännig gefahren werden, da diese für zwei Pferde zu schwer waren. Aufgrund dessen, dass dort die Zugbelastung eines Pferdes bei 1380 bis 1500 kg lag, erhielten diese Wagen den Ruf als Pferdemörder. Mit dem Beginn des Feldzuges gegen die Sowjetunion änderten sich die Meinungen und Wertungen des Stahlfeldwagen (Hf. 7). Die großen Gefechtswagen (Hf. 7/11) konnten den Schützen der Infanteriekompanien nicht mehr in jedem Gelände folgen, da dies deutlich schlechter war als in Polen oder Frankreich. In einem Erfahrungsbericht des XX. Armeekorps aus dem Mai 1942 über die Kampfführung im vorangegangenen Winter wurden die Wagen als völlig ungeeignet, weil zu schwer bewertet. Dennoch wurden die Wagen bis zum Ende des Zweiten Weltkriegs eingesetzt.

## Lackierung
Die Stahlfeldwagen wurden in feldgrau (RAL 6006) oder dunkelgelb (RAL 7028) lackiert. Später gab es auch Lackierungen in der Dreifarbtarnung mit dunkelgelb (RAL 7028), gelbbraun (RAL 8000) und olivgrün (RAL 6003). Das Innere des Wagenkasten wurden feldgrau lackiert.